# HMS L25
Pour les articles homonymes, voir L25.
Le HMS L25 est un sous-marin britannique de classe L construit pour la Royal Navy pendant la Première Guerre mondiale. Il était l’un des cinq bateaux de la classe L à être équipé comme un mouilleur de mines. Le bateau a survécu à la guerre et a été vendu à la ferraille en 1935.

## Conception
Le HMS L9 et les navires de classe L qui l’ont suivi avaient été agrandis pour recevoir des tubes lance-torpilles de 21 pouces (533 mm) et davantage de carburant. Le sous-marin avait une longueur totale de 70,4 m, un maître-bau de 7,2 m et un tirant d'eau moyen de 4 m. Ces sous-marins avaient un déplacement de 905 tonnes en surface, et 1 091 tonnes en immersion. Ils avaient un équipage de 38 officiers et matelots.
Pour la navigation en surface, ces navires étaient propulsés par deux moteurs diesel Vickers à 12 cylindres de 1 200 ch (895 kW), chacun entraînant un arbre d'hélice. En immersion, chaque hélice était entraînée par un moteur électriques de 600 ch (447 kW). Ils pouvaient atteindre la vitesse de 17 nœuds (31 km/h) en surface et 10,5 nœuds (19,4 km/h) sous l’eau. En surface, la classe L avait un rayon d'action de 3 200 milles marins (5 900 km) à 10 nœuds (19 km/h).
Les navires étaient armés de quatre tubes lance-torpilles de 21 pouces dans l’étrave et de deux tubes de 18 pouces (457 mm) sur les flancs. Ils transportaient quatre torpilles de recharge pour les tubes de 21 pouces et un total de huit torpilles. Ils étaient également armés d’un canon de pont de 4 pouces (102 mm). Le L25 était équipé de 14 puits de mines verticaux dans ses ballasts et transportait une mine par puits.

## Engagements
Le HMS L25 a été construit par Vickers à Barrow-in-Furness. Sa quille fut posée le 25 février 1918 et il est mis en service le 13 février 1919. 
Le L25 s’est échoué au large de The Needles, sur l’île de Wight, le 7 avril 1924. Il a été renfloué plus tard dans la journée
Le L25 a été vendu en 1935 à John Cashmore Ltd pour démolition à Newport (pays de Galles). La cloche du navire est conservée par le Royal Navy Submarine Museum.